# Il prigioniero
Il prigionero (français : le prisonnier) est un opéra en un prologue et un acte de Luigi Dallapiccola sur un livret du compositeur d'après La torture par l'espérance (Nouveaux contes cruels) de Villiers de l'Isle-Adam (1883) et la Légende d'Ulenspiegel de Charles De Coster. Il est créé le 1er décembre 1949  à la Radio de Turin sous la direction de Hermann Scherchen et sur scène le 20 mai 1950 au Mai musical de Florence. Création à l'Opéra de Paris le 19 avril 1968 sous la direction de Manuel Rosenthal.

## Distribution
| Rôle                                 | Voix    | Première le 20 mai 1950 (chef d'orchestre : Hermann Scherchen) |
| ------------------------------------ | ------- | -------------------------------------------------------------- |
| La Mère                              | soprano | Magda László                                                   |
| Le Prisonnier                        | baryton | Scipio Colombo                                                 |
| Le Geôlier                           | ténor   | Mario Binci                                                    |
| Le Grand Inquisiteur                 | ténor   | Mario Binci                                                    |
| Premier Prêtre                       | ténor   | Mariano Caruso                                                 |
| Second Prêtre                        | baryton | Giangiacomo Guelfi                                             |
| Un Frère de la Rédemption (bourreau) | silent  | Luciano Vela                                                   |

## Argument
À Saragosse en 1570, la Mère rêve du spectre de Philippe II sous les traits de la Mort. Le prisonnier enfermé dans sa cellule raconte à sa mère toutes les tortures endurées, mais confie que son geôlier l'a appelé frère.

## Style
L'œuvre suit un « dodécaphonisme bien tempéré. Les réminiscences tonales s'y mêlent à un traitement sériel qui sait préserver à l'intervalle sa fonction mélodique. »